# Frivaldszky–Mauthner–Pálffy-villa
A Frivaldszky–Mauthner–Pálffy-villa műemlék épület Budapest XII. kerületében, a Béla király út 20 sz. alatt.

## Története
A villa Brein Ferenc tervei szerint 1845 körül épült romantikus stílusban Frivaldszky Imre számára. Frivaldszky Imrét követően a villa tulajdonosa Mauthner Ödön növénynemesítő, nagykereskedő lett aki, a magyar növénytermesztés és vetőmagtermelés területén végzett tevékenységéért villájának elhelyezkedése alapján 1914-ben  jánoshegyi előnévvel kapott magyar nemességet. 1908-ban gróf Pálffy Anna grófnő számára Grioni Antal terve szerint neoreneszánsz stílusban átalakították.
1936-ban a Fehér Kereszt Országos Lelencház Egyesület nyitott benne Erdei Gyógyintézetet.
1948-as államosításától a Svábhegyi Országos Gyermekallergológiai, Pulmonológiai és Fejlődésneurológiai Intézet Béla király úti telepének része volt 1998-ig. Azóta kifosztva, üresen áll. Folyamatosan és gyorsan pusztul. 2005-ben kapott műemléki védettséget.
2019 júliusában egy ismeretlen vevő 3,5 milliárd forint értékben egy kilenc ingatlanból álló csomagot vásárolt a Magyar Nemzeti Vagyonkezelő Zrt.-től, amely az egykori villa, majd kórházépületet is tartalmazza a telep többi romos épületével együtt.

## Galéria

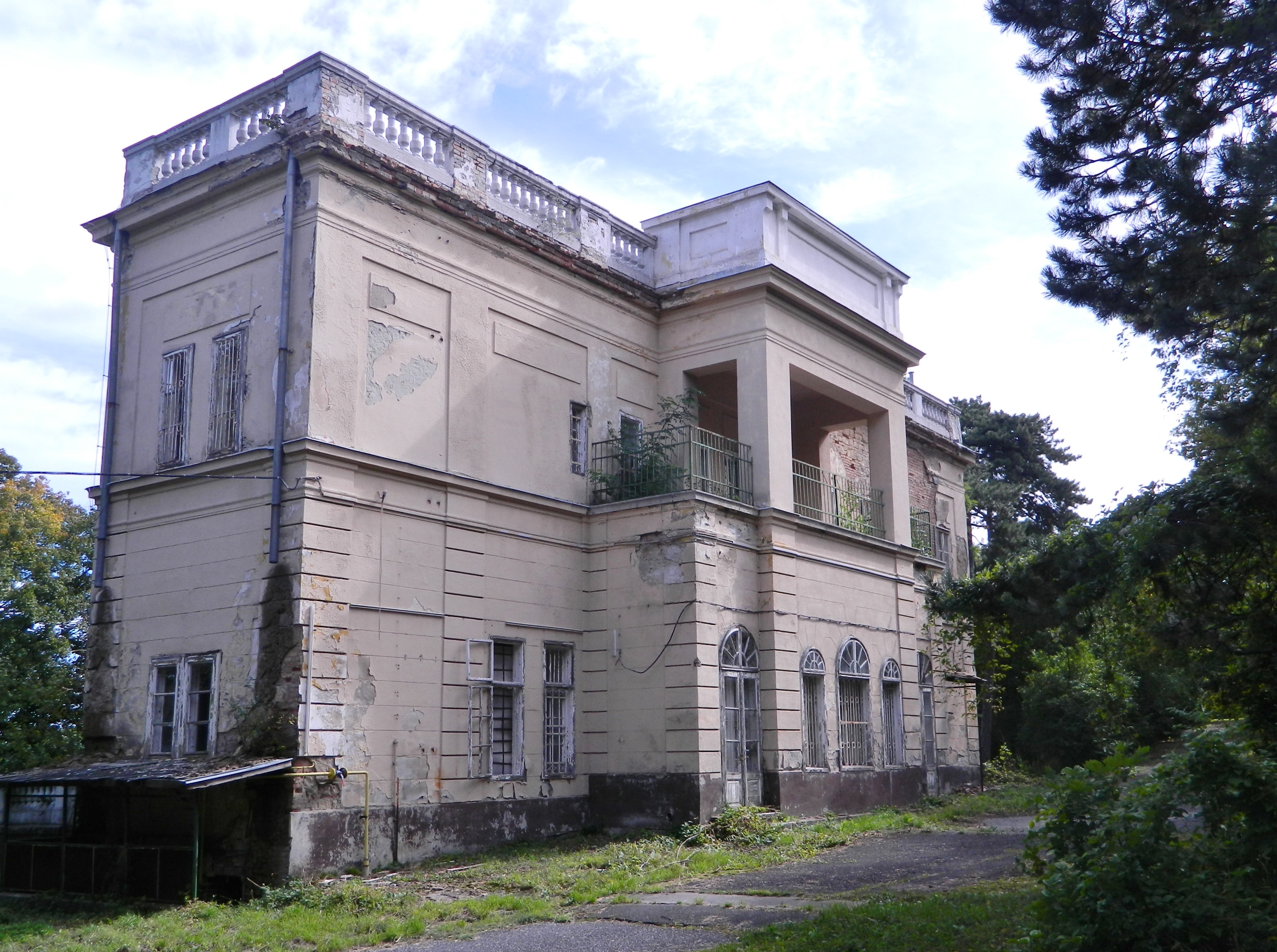
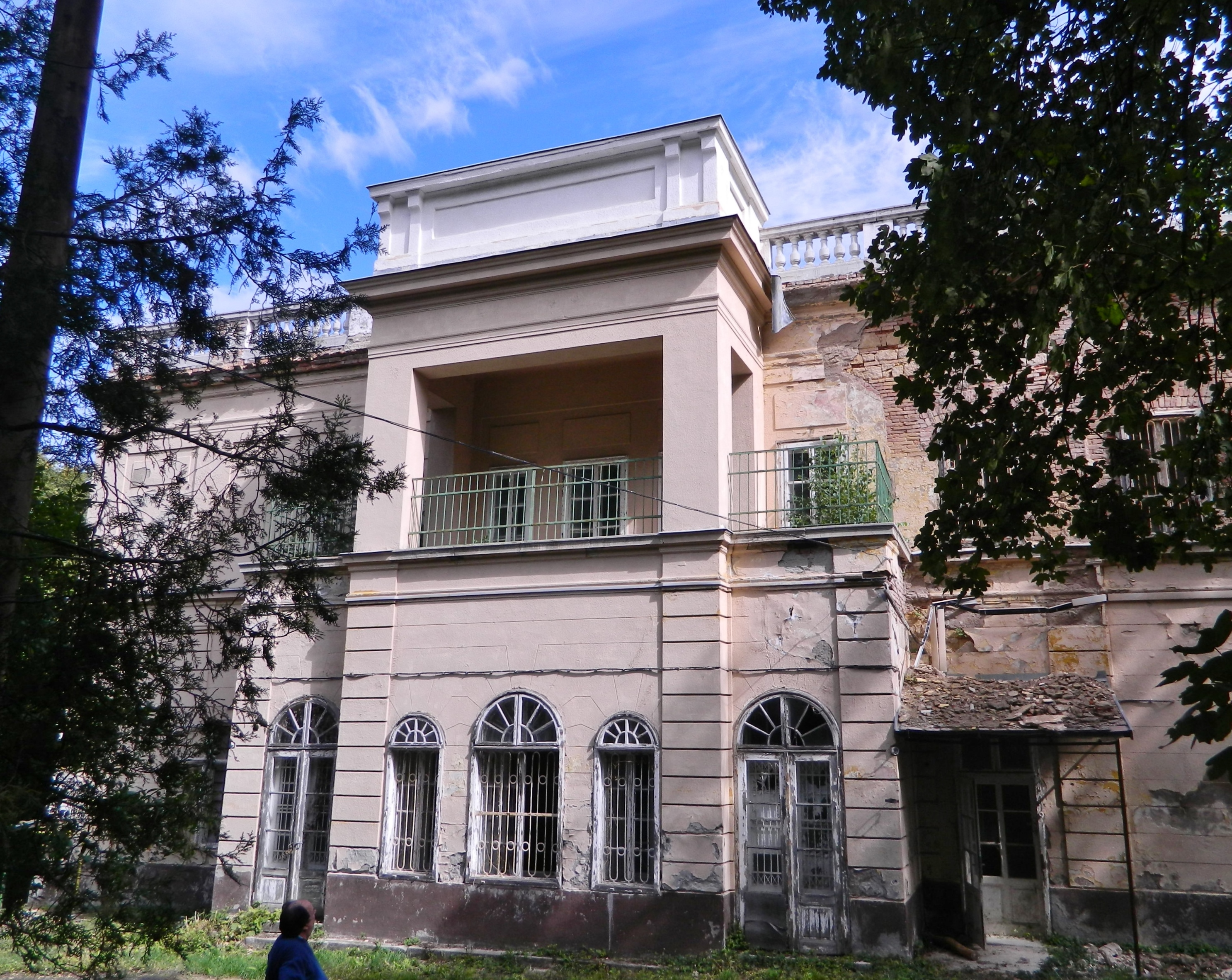
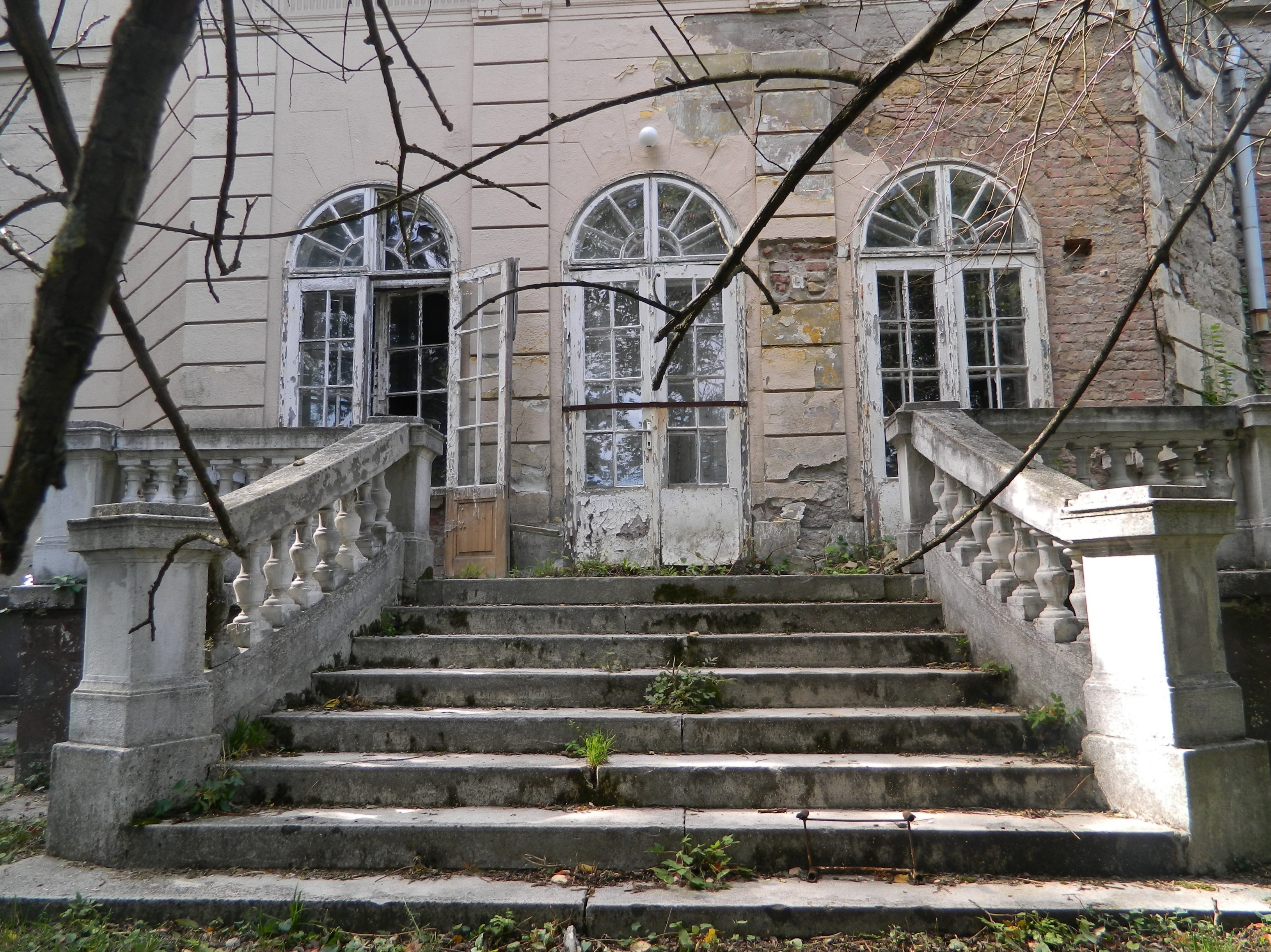
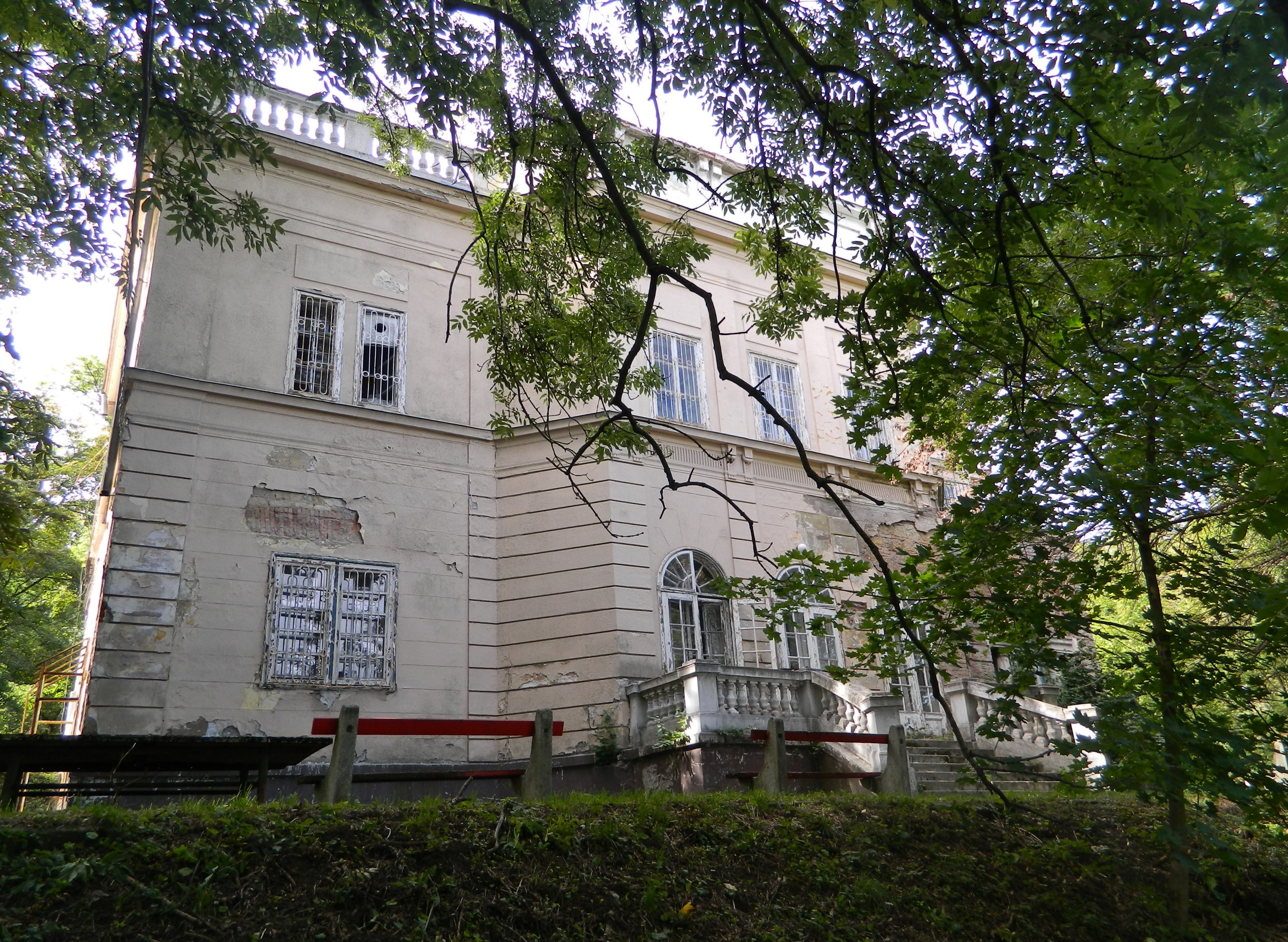